# Sezen Aksu
Sezen Aksu, nome d'arte di Fatma Sezen Yıldırım (Denizli, 13 luglio 1954), è una cantante turca.

## Biografia
Nel 1957 la sua famiglia si trasferisce ad Izmir, dove poi Sezen trascorre tutta l'infanzia e l'adolescenza. Terminata la scuola superiore, intraprende la carriera universitaria presso la locale Università di Agraria, ma abbandona gli studi per dedicarsi completamente alla musica.
Negli anni settanta rivoluziona il pop turco insieme alla sua carissima amica (nonché cantante di successo) Ajda Pekkan. La sua fama giunge fino in Grecia e nei Balcani. Pubblica il suo primo singolo, Haydi Şansım/Gel Bana (Orsù, Fortuna mia/Vieni a me), nel 1975 sotto lo pseudonimo di Sezen Seley. Conosce il successo nel 1976 con il singolo Olmaz Olsun/Vurdumduymaz (Che non accada mai/Insensibile), che raggiunge la vetta delle classifiche turche. Il suo primo album, Serçe (Passero), del 1978, le vale tale soprannome dalla penna di un giornalista turco.
La Aksu riesce nell'intento di dare visibilità alla Turchia all'Eurovision Song Contest negli anni settanta, pur non partecipandovi. Infatti, gareggia ben tre volte alle finali nazionali senza mai emergere. Nel 2003, però, è proprio una sua "pupilla" a vincere la kermesse canora e rappresentare il suo Paese nel mondo.
La sua carriera musicale decolla negli anni ottanta grazie anche alla sua relazione con il produttore Onno Tunç, mentre negli anni novanta co-produce con lo stesso Tunç il suo album più venduto, Gülümse (Sorridi), da cui è estratta la hit Hadi Bakalım (Suvvia!).
Nel 1995 decide di separare il suo percorso artistico da quello di Tunç e di diventare produttrice in modo indipendente. Grazie ad alcuni album sperimentali di grande raffinatezza musicale, nonché alla sua collaborazione con Goran Bregović, il suo nome attraversa l'Europa.
A partire dal 1998, riprende il sound degli esordi con vari album, tra cui Şarkı Söylemek Lazım (C'è bisogno di cantare), Yaz Bitmeden (Prima che l'estate finisca). Dopo due anni di pausa, ritorna con Bahane (Scusa) nel 2005 e poi con Kardelen (Fiocchi di neve), i cui proventi vanno in beneficenza. Questi ultimi album non fanno altro che premiare ancora una volta la profondità della sua voce e confermare il suo enorme successo.
Ha preso parte a varie cause, tra cui i diritti delle donne, l'ambiente e l'istruzione in Turchia.
Sezen si è sposata e ha divorziato ben quattro volte, mantenendo però il cognome del suo primo marito, il geologo Ali Engin Aksu. Ha avuto un figlio con Sinan Özer.
Nel 2005 ha interpretato se stessa nel film Crossing the Bridge: The Sound of Istanbul esibendosi con la canzone Istanbul Hatirasi.

## Discografia

### EP
- Haydi Şansım/Gel Bana (1975)
- Kusura Bakma/Yaşanmamış Yıllar (1976)
- Olmaz Olsun/Vurdumduymaz (1976)
- Allahaısmarladık/Kaç Yıl Geçti Aradan (1977)
- Kaybolan Yıllar/Neye Yarar (1977)
- Gölge Etme/Aşk (1978)
- İlk Gün Gibi/Yalancı (1979)
- Allahaşkına/Sensiz İçime Sinmiyor (1979)

### Album
- Sezen Aksu Söylüyor (1989)
- Gülümse (1991)
- Deli Kızın Türküsü (1993)
- Işık Doğudan Yükselir (1995)
- Düş Bahçeleri (1996)
- Cumartesi Türküsü (1997)
- Düğün ve Cenaze (1997)
- Erkekler (1998) (Single)
- Adı Bende Saklı (1998)
- Sarı Odalar (1999)
- Deliveren (2000)
- Remix Maxi Single (2001) (Single)
- Şarkı Söylemek Lazım (2002)
- Yaz Bitmeden (2003)
- Bahane (2005)
- Bahane Remix (2005)
- Kardelen (2005)

### LP
- Allahaısmarladık (1977)
- Serçe (1978)
- Sevgilerimle (1980)
- Ağlamak Güzeldir (1981)
- Firuze (1982)
- Sen Ağlama (1984)
- Git (1986)
- Sezen Aksu'88 (1988)